# Crotalaria virgulata
Crotalaria virgulata är en ärtväxtart som beskrevs av Johann Friedrich Klotzsch. Crotalaria virgulata ingår i släktet sunnhampor, och familjen ärtväxter.

## Underarter
Arten delas in i följande underarter:
- C. v. forbesii
- C. v. grantiana
- C. v. longistyla
- C. v. pauciflora
- C. v. virgulata